# Campionati del mondo di atletica leggera indoor 2018 - Salto in alto maschile
La gara del salto in alto maschile dei campionati del mondo di atletica leggera indoor 2018 si è svolta il 1º marzo.

## Podio
| Pos.    | Atleta             | Nazionalità                 | Misura |
| ------- | ------------------ | --------------------------- | ------ |
| Oro     | Danil Lysenko      | Atleti Neutrali Autorizzati | 2,36 m |
| Argento | Mutaz Essa Barshim | Qatar                       | 2,33 m |
| Bronzo  | Mateusz Przybylko  | Germania                    | 2,29 m |

## Situazione pre-gara

### Record
Prima di questa competizione, il record del mondo indoor e il record dei campionati erano i seguenti.
| Record                | Prestazione | Atleta                | Data                            | Competizione                     |
| --------------------- | ----------- | --------------------- | ------------------------------- | -------------------------------- |
| Record mondiale       | 2,43 m      | Javier Sotomayor Cuba | 4 marzo 1989 Budapest, Ungheria | Campionati del mondo indoor 1989 |
| Record dei campionati | 2,43 m      | Javier Sotomayor Cuba | 4 marzo 1989 Budapest, Ungheria | Campionati del mondo indoor 1989 |

### Campioni in carica
I campioni in carica a livello mondiale erano:
| Campione        | Atleta                   | Prestazione | Data                                           | Competizione                     |
| --------------- | ------------------------ | ----------- | ---------------------------------------------- | -------------------------------- |
| Olimpico        | Derek Drouin Canada      | 2,38 m      | 16 agosto 2016 Rio de Janeiro, Brasile         | Giochi della XXXI Olimpiade      |
| Mondiale indoor | Gianmarco Tamberi Italia | 2,36 m      | 19 marzo 2016 Portland (Stati Uniti d'America) | Campionati del mondo indoor 2016 |

### La stagione
Prima di questa gara, gli atleti con le migliori tre prestazioni dell'anno erano:
| Pos. | Atleta                                    | Prestazione | Data                                       |
| ---- | ----------------------------------------- | ----------- | ------------------------------------------ |
| 1    | Mutaz Essa Barshim Qatar                  | 2,38 m      | 1º febbraio 2018 Teheran, Iran             |
| 2    | Danil Lysenko Atleti Neutrali Autorizzati | 2,37 m      | 27 gennaio 2018 Hustopeče, Repubblica Ceca |
| 3    | Ivan Ukhov Russia                         | 2,35 m      | 31 gennaio 2018 Mosca, Russia              |

## Risultati

### Finale
La finale diretta si è tenuta il 1º marzo alle ore 18:45.
| Pos. | Nome               | Nazionalità                 | 2,20 | 2,25 | 2,29 | 2,33 | 2,36 | 2,38 m | Misura | Note |
| ---- | ------------------ | --------------------------- | ---- | ---- | ---- | ---- | ---- | ------ | ------ | ---- |
|      | Danil Lysenko      | Atleti Neutrali Autorizzati | o    | o    | o    | o    | xxo  | r      | 2,36 m |      |
|      | Mutaz Essa Barshim | Qatar                       | o    | o    | o    | o    | xxx  |        | 2,33 m |      |
|      | Mateusz Przybylko  | Germania                    | xo   | xxo  | xo   | xxx  |      |        | 2,29 m |      |
| 4    | Erik Kynard        | Stati Uniti                 | o    | o    | xxo  | xxx  |      |        | 2,29 m |      |
| 5    | Sylwester Bednarek | Polonia                     | xo   | o    | xxx  |      |      |        | 2,25 m |      |
| 6    | Maksim Nedasekau   | Bielorussia                 | o    | xxx  |      |      |      |        | 2,20 m |      |
| 6    | Donald Thomas      | Bahamas                     | o    | xxx  |      |      |      |        | 2,20 m |      |
| 6    | Wang Yu            | Cina                        | o    | xxx  |      |      |      |        | 2,20 m |      |
| 9    | Tihomir Ivanov     | Bulgaria                    | xxo  | xxx  |      |      |      |        | 2,20 m |      |
| 9    | Jamal Wilson       | Bahamas                     | xxo  | xxx  |      |      |      |        | 2,20 m |      |
| 9    | Robbie Grabarz     | Gran Bretagna               | xxo  | xxx  |      |      |      |        | 2,20 m |      |